# Dies judaicus
Der Dies judaicus („Tag des Judentums“) ist ein Gedenktag der römisch-katholischen Kirche, der seit 2011 in der Schweiz abgehalten wird. Ähnliche Gedenktage gab es bereits in Italien, Österreich, Polen und den Niederlanden. Der Gedenktag wird jeweils am zweiten Fastensonntag (Reminiscere) abgehalten und soll an die Verbundenheit des Christentums mit dem Judentum erinnern.
Ein „Grundstein für den internationalen Dialog zwischen Judentum und Christentum wie für die Konzilserklärung Nostra Aetate (1965)“ und damit letztlich für den Dies judaicaus sind die 1947 formulierten Seelisberger Thesen.
Die Empfehlungen zum Gedenken und zur Aufnahme von liturgischen Elementen zu diesem Tag sind für die Pfarreien nicht bindend.